# Programa de Aldeias Estratégicas

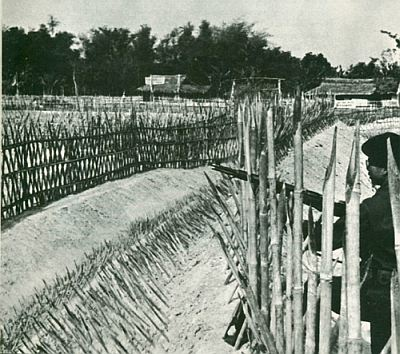
Uma aldeia estratégica no Vietnã do Sul, c. 1964

O Programa de Aldeias Estratégicas (em inglês:  Strategic Hamlet Program, SHP; em vietnamita:  Ấp Chiến lược ) foi implementado em 1962 pelo governo do Vietnã do Sul, com aconselhamento e financiamento dos Estados Unidos, durante a Guerra do Vietnã para combater a insurgência comunista. A estratégia era isolar a população rural do contato e da influência da Frente Nacional para a Libertação (FNL), mais comumente conhecida como Viet Cong. O Programa de Aldeias Estratégicas, juntamente com o seu antecessor, o Programa de Desenvolvimento Comunitário Rural, tentou criar novas comunidades de "aldeias protegidas". Os camponeses rurais receberiam proteção, apoio econômico e ajuda do governo, fortalecendo assim os laços com o governo sul-vietnamita, o que se esperava que levasse a uma maior lealdade do campesinato para com o governo.
O Coronel Phạm Ngọc Thảo, um agente adormecido comunista  do Vietnã do Norte que se infiltrou no exército sul-vietnamita, foi nomeado supervisor do Programa de Aldeias Estratégicas e construiu aldeias em áreas com forte presença da FNL e forçou o programa a avançar a uma velocidade insustentável, causando a produção de aldeias mal equipadas e mal defendidas e o crescimento do ressentimento rural em relação ao governo.
O Programa de Aldeias Estratégicas não teve sucesso, falhando em impedir a insurgência ou obter apoio para o governo dos camponeses vietnamitas, alienou muitos e ajudou a contribuir para o crescimento da influência da FNL. Depois que o presidente Ngo Dinh Diem foi deposto em um golpe de Estado em novembro de 1963, o programa foi cancelado. Os camponeses regressaram às suas antigas casas ou procuraram refúgio da guerra nas cidades. O fracasso do Programa de Aldeias Estratégicas e outros programas de contrainsurgência e pacificação foram causas que levaram os Estados Unidos a decidir intervir no Vietnã do Sul com ataques aéreos e tropas terrestres.